# MZKT-6922
Der MZKT-6922 (russisch МЗКТ-6922) ist ein Fahrzeugmodell des belarussischen Herstellers Minski Sawod Koljosnych Tjagatschei (russisch Минский завод колёсных тягачей, kurz MZKT bzw. МЗКТ). Es wurde in den 2000er-Jahren primär als Startfahrzeug für Raketen entwickelt.

## Konzeption
Die MZKT-6922-Fahrzeugfamilie ist eines der ersten gepanzerten Fahrzeuge von MZKT, die speziell als Basisfahrzeug für Flugabwehrtechnik entwickelt wurde.
Die ersten Prototypen des MZKT-6922 verwendeten eine zweiteilige Windschutzscheibe, die in späteren Ausführungen durch eine dreiteilige Windschutzscheibe ersetzt wurde. Zudem wurde die Frontpartie umgestaltet. Fast alle Varianten sind mit hydraulisch ausfahrbaren Abstützträgern hinter der Vorder- und Hinterachse ausgestattet, die gemeinsam mit der hydropneumatischen Federung eine gute horizontale Standsicherheit garantieren sollen.
Der MZKT-6922 ist mit einem 8-Zylinder-Dieselmotor des russischen Herstellers JaMZ mit 420 PS ausgestattet. Der Motortyp variiert je nach Version. Zusätzlich kann ein Hilfstriebwerk eingebaut werden. Das Fahrzeug ist gegen Kleinwaffen und Splitter gepanzert.

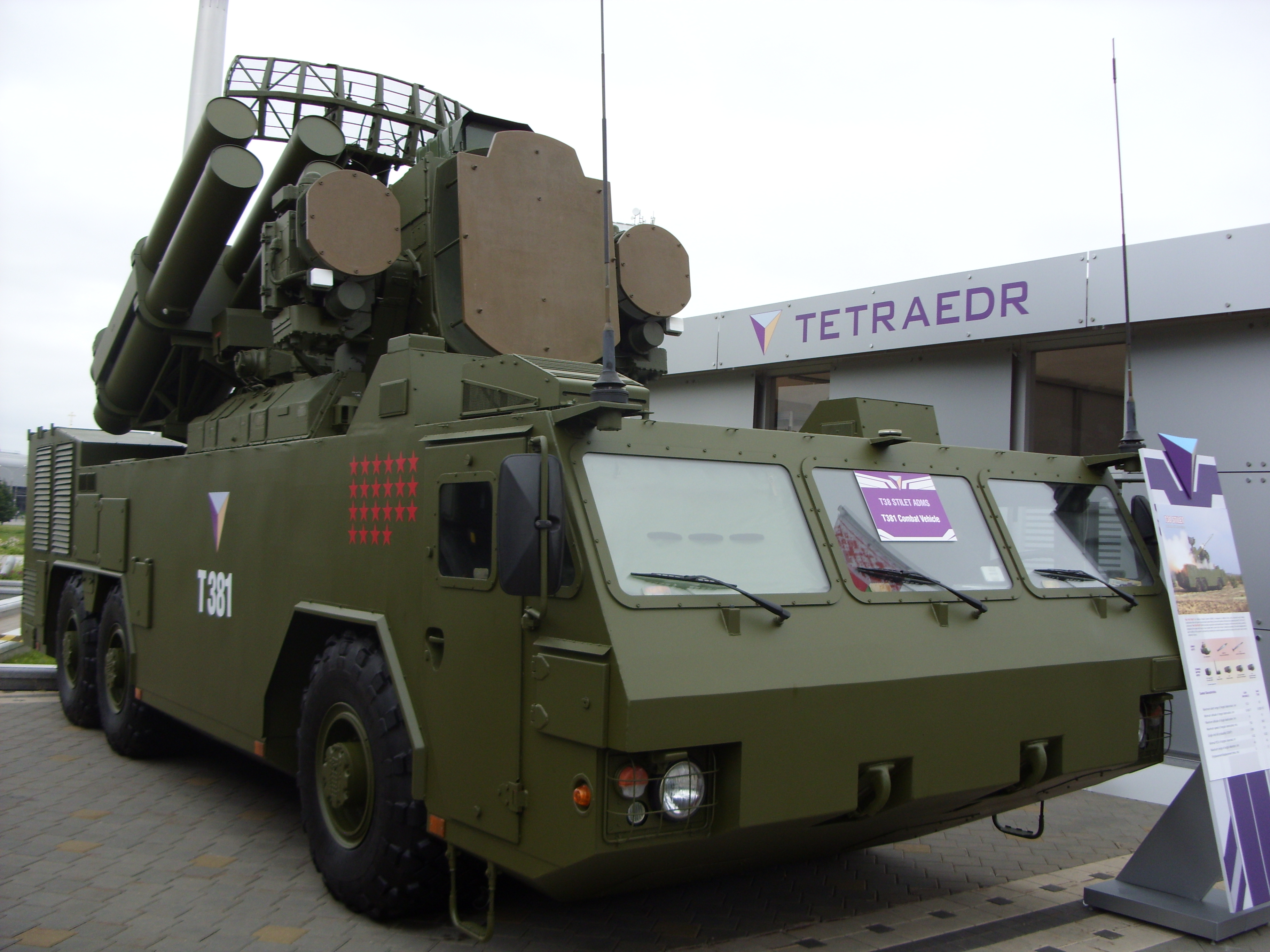
T38 Stilet in Belarus

Die Flugabwehrsysteme Buk M1, Buk M2, Kwadrat-M, 9K330 Tor, 9K33 Osa und T38 Stilet können als Basisfahrzeug auf den MZKT-6922 zurückgreifen.

## Technische Daten
Der Hersteller bietet mehrere Versionen des MZKT-6922 an, welche als Basisfahrzeuge für unterschiedliche Flugabwehrsysteme russischer/belarussischer Bauart dienen.

Quelle der Daten
|                           | MZKT-6922                         | MZKT-69221-010                    | MZKT-69221-011                    | MZKT-69221-030                    | MZKT-69221-031                    | MZKT-69222                        |
| ------------------------- | --------------------------------- | --------------------------------- | --------------------------------- | --------------------------------- | --------------------------------- | --------------------------------- |
| Antriebsformel            | 6×6                               | 6×6                               | 6×6                               | 6×6                               | 6×6                               | 6×6                               |
| Sitzplätze im Kabinenraum | 4                                 | 4                                 | 4                                 | 4                                 | 4                                 | 4                                 |
| Länge                     | 9735 mm                           | 9735 mm                           | 9735 mm                           | 9980 mm                           | 9855 mm                           | 9740 mm                           |
| Breite                    | 3110 mm                           | 3110 mm                           | 3110 mm                           | 3110 mm                           | 3110 mm                           | 3100 mm                           |
| Höhe                      | 2345 mm                           | 2270 mm                           | 2270 mm                           | 2940 mm                           | 2830 mm                           | 2600 mm                           |
| Motortyp                  | JaMZ-7513.10 V8                   | JaMZ-6585.10-02 V8                | JaMZ-6585.10-02 V8                | JaMZ-6585.10-02 V8                | JaMZ-6585.10-02 V8                | JaMZ-7513.10 V8                   |
| Hubraum                   | 14,86 l                           | 14,86 l                           | 14,86 l                           | 14,86 l                           | 14,86 l                           | 14,86 l                           |
| Motorleistung             | 309 kW (420 PS)                   | 309 kW (420 PS)                   | 309 kW (420 PS)                   | 309 kW (420 PS)                   | 309 kW (420 PS)                   | 309 kW (420 PS)                   |
| Maximales Drehmoment      | 1765 Nm (bei 1100 bis 1300 min−1) | 1275 Nm (bei 1100 bis 1500 min−1) | 1275 Nm (bei 1100 bis 1500 min−1) | 1275 Nm (bei 1100 bis 1500 min−1) | 1275 Nm (bei 1100 bis 1500 min−1) | 1765 Nm (bei 1100 bis 1300 min−1) |
| Abgasnorm                 | Euro 2                            | Euro 2                            | Euro 2                            | Euro 2                            | Euro 2                            | Euro 2                            |
| Leergewicht               | 22.000 kg                         | 22.000 kg                         | 22.000 kg                         | 23.000 kg                         | 22.000 kg                         | 22.000 kg                         |
| Zuladung                  | 12.000 kg                         | 14.000 kg                         | 14.000 kg                         | 10.000 kg                         | 14.000 kg                         | 8.000 kg                          |
| Zulässiges Gesamtgewicht  | 34.000 kg                         | 36.000 kg                         | 36.000 kg                         | 33.000 kg                         | 36.000 kg                         | 30.000 kg                         |
| Radstand                  | 4075 + 1420 mm                    | 4075 + 1420 mm                    | 4075 + 1420 mm                    | 4075 + 1420 mm                    | 4075 + 1420 mm                    | 4075 + 1420 mm                    |
| Höchstgeschwindigkeit     | 80 km/h                           | 65 km/h                           | 65 km/h                           | 65 km/h                           | 65 km/h                           | 80 km/h                           |